# Dalatrafik

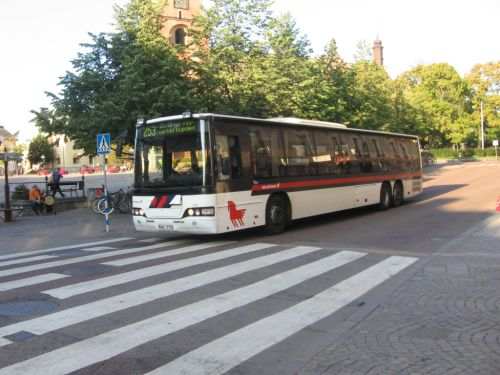
En Dalatrafik-målad buss. Dalatrafik har dock inga egna bussar, utan trafiken sköts genom upphandlingar.

Dalatrafik är trafikhuvudman för regional kollektivtrafik i Dalarnas län. Dalatrafik är en förvaltning inom Region Dalarna. Tidigare var Dalatrafik ett aktiebolag som 2012-2017 ägdes av dåvarande kommunförbundet Region Dalarna. Dessförinnan ägdes Dalatrafik till 50 % av Landstinget Dalarna och till 50% av kommunerna i länet. 
Dess bussar förbinder Dalarnas orter. Inom Falun, Borlänge, Ludvika, Avesta och Mora finns också tätortslinjer. Man samarbetar också med andra trafikföretag i Tåg i Bergslagen. 

## Bussar
Dalatrafik har linjer i nästan hela Dalarna. 
Trafiken är som tätast i Faluområdet och det finns förbindelser mellan Falun och Borlänge var tionde minut på vardagar mellan 06 och 18, med linje 151 och 152. År 2014 går, i och med inrättandet av linjerna 153 och 154 vissa tider på morgonen bussar var femte minut mellan de två systerstäderna i Dalarna. Avståndet mellan Falun och Borlänge är ungefär 20 km. 2007 gjordes en omläggning av stadsbussarna i Borlänge som ledde till mycket fler resenärer än väntat. Därför planeras nu[när?] en ny omläggning med tätare turer.[uppföljning saknas]
Trafiken är indelad i stadsbussar, direktbussar, landsbygdsbussar och flextrafik.
Antal busspassagerare var 9,5 miljoner (2009)

## Tåg

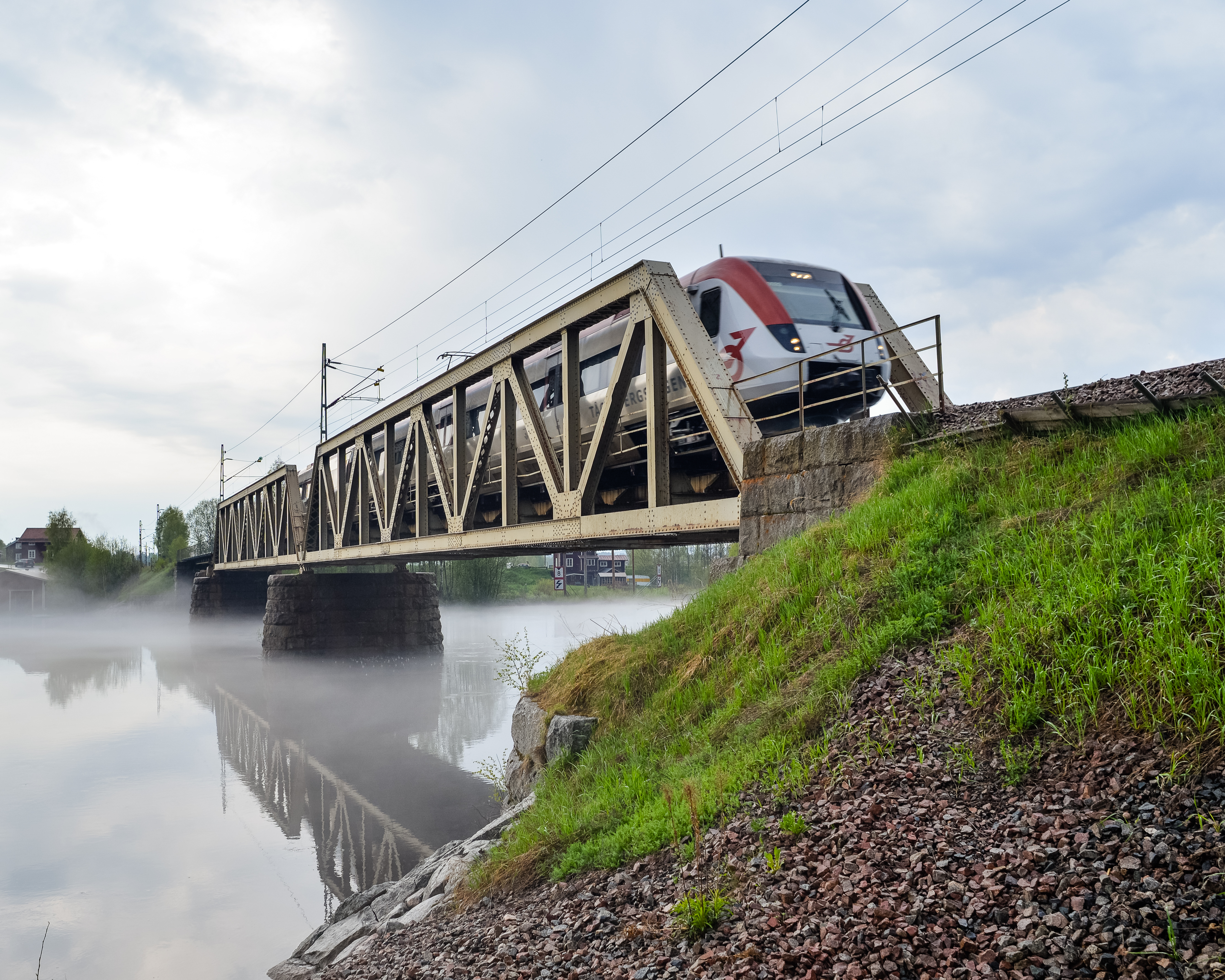
Tåg från Tåg i Bergslagen i Leksand

Dalatrafik kör inga tåg, men Region Dalarna är delägare i Tåg i Bergslagen som ansvarar för tågtrafiken i fyra län, och VR kör deras tåg. Utöver TiB-trafiken kör SJ egna tåg i länet. Dalatrafiks periodkort gäller för resor även med dessa tåg.
Tågtrafikens nav är i Borlänge, där de flesta banor strålar samman.